# Возвращение Чорба (сборник)
«Возвращение Чорба» — сборник рассказов и стихов В. Сирина (Владимира Набокова), опубликованный в 1929 году в Берлине издательством «Слово» и названный так по одноимённому рассказу. В оригинальный текст сборника вошли 15 рассказов и 24 стихотворения. Рассказы (но без стихов) были репринтно воспроизведены в 1976 году издательством Ardis Publishers.

## Содержание

### Рассказы
- Возвращение Чорба[1].
- Порт[2].
- Звонок[3]
- Письмо в Россию[4].
- Сказка[5]
- Рождество[6]
- Гроза[7]
- Бахман[8]
- Путеводитель по Берлину[9]
- Подлец[10]
- Пассажир[11]
- Катастрофа[12]
- Благость[13]
- Картофельный Эльф[14]
- Ужас[15]

### Стихи
- «От счастия влюблённому не спится…»[16].
- Тихий шум[17].
- Кирпичи[18].
- Почтовый ящик[19].
- Прелестная пора[20].
- Снимок[21].
- Аэроплан[20].
- Крушение[19].
- Святки[22].
- Расстрел[23].
- Гость[24].
- La bonne Lorraine[25].
- Годовщина[20].
- Сирень[18].
- Паломник[26].
- Сновиденье[26].
- Прохожий с ёлкой[19].
- Тень[27].
- Солнце[28]
- Сны[20].
- Комната[20].
- Мать[29].
- Весна[19].
- В раю[30].

## Критики о сборнике

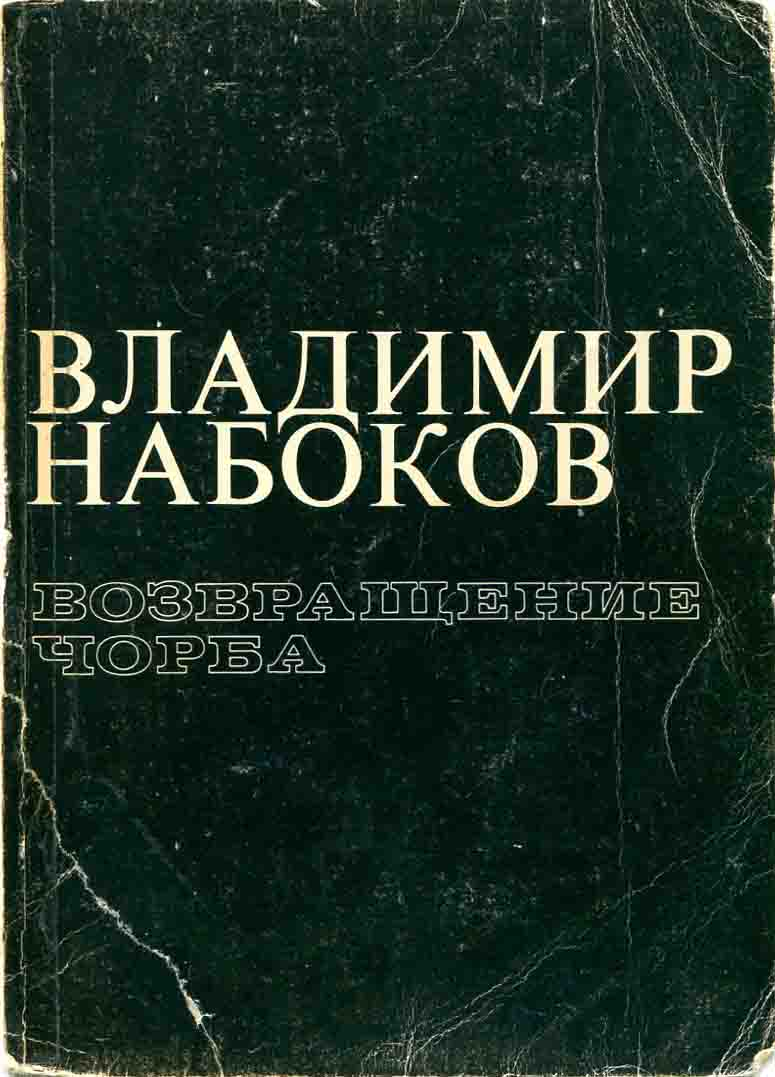
Обложка издания 1976 года, Ardis

«Развертывающаяся сила молодого таланта рвется к непосредственно данному, к реке жизни, бурлящей вокруг. Но поставленный в исключительные условия, оторванный от окружающего быта и как бы приподнятый над ним, Сирин развил в себе необычайную зоркость <…> Автор охвачен жадным, неутомимым любопытством познать за кажущейся логичностью и внешним благообразием этой жизни ее внутреннюю сущность, часто нарушающую и логичность, и благообразие <…> Есть в беспокойном любопытстве Сирина какая-то непокидающая его чуть насмешливая улыбка, иногда кажущаяся отражением внутреннего холодка. Она нужна ему для сохранения остроты зрения и тонкости слуха, которые могли бы притупить „жалость и гнев“. Въедчиво во все вникая, впиваясь в жизнь, ощупывая каждую мелочь, Сирин натыкается часто на непонятный быт, на непереваримые еще формы иной культуры и, как корень горной сосны, встретивший камень, он огибает их, уходя в глубину, в затаенные подспудные низины, над которыми не властны ни формы культуры, ни быт. Все рассказы, начиная от первого — изумительного шедевра, совершенно не поддающегося пересказу и давшего название всему сборнику, — и кончая последним („Ужас“) оперируют психологическим материалом, который называют общечеловеческим за невозможностью признать его достоянием одного народа или одной эпохи» (А.Савельев [Савелий Шерман]).
«Стихи Сирина отличаются такой же точностью, тщательностью заостренностью языка, как и проза. Но то, что делает ткань прозаических произведений крепкой и прочной, вносит в условный материал поэзии излишнюю прямолинейность и сухость. Стихи Сирина, при всей своей образности и технической отделанности, производят впечатление подкованной рифмами ритмической прозы. В них много рассудочности, добросовестности, отчетливости и очень мало настоящей поэтической полнозвучности» (Г. Х. [Герман Хохлов]).
«Стихи „Возвращения Чорба“ в большинстве прекрасные образчики русского парнассизма; они прекрасно иллюстрируют одно из отличительных свойств Набокова как писателя, сказавшееся так ярко в его прозе: необыкновенную остроту видения мира в сочетании с умением найти зрительным впечатлениям максимально адекватное выражение в слове».